# Allennes-les-Marais
Allennes-les-Marais är en kommun i departementet Nord i regionen Hauts-de-France i norra Frankrike. Kommunen ligger i kantonen Seclin-Sud som tillhör arrondissementet Lille. År 2022 hade Allennes-les-Marais 3 549 invånare.

## Befolkningsutveckling
Antalet invånare i kommunen Allennes-les-Marais
| Referens: INSEE |